# Eusa

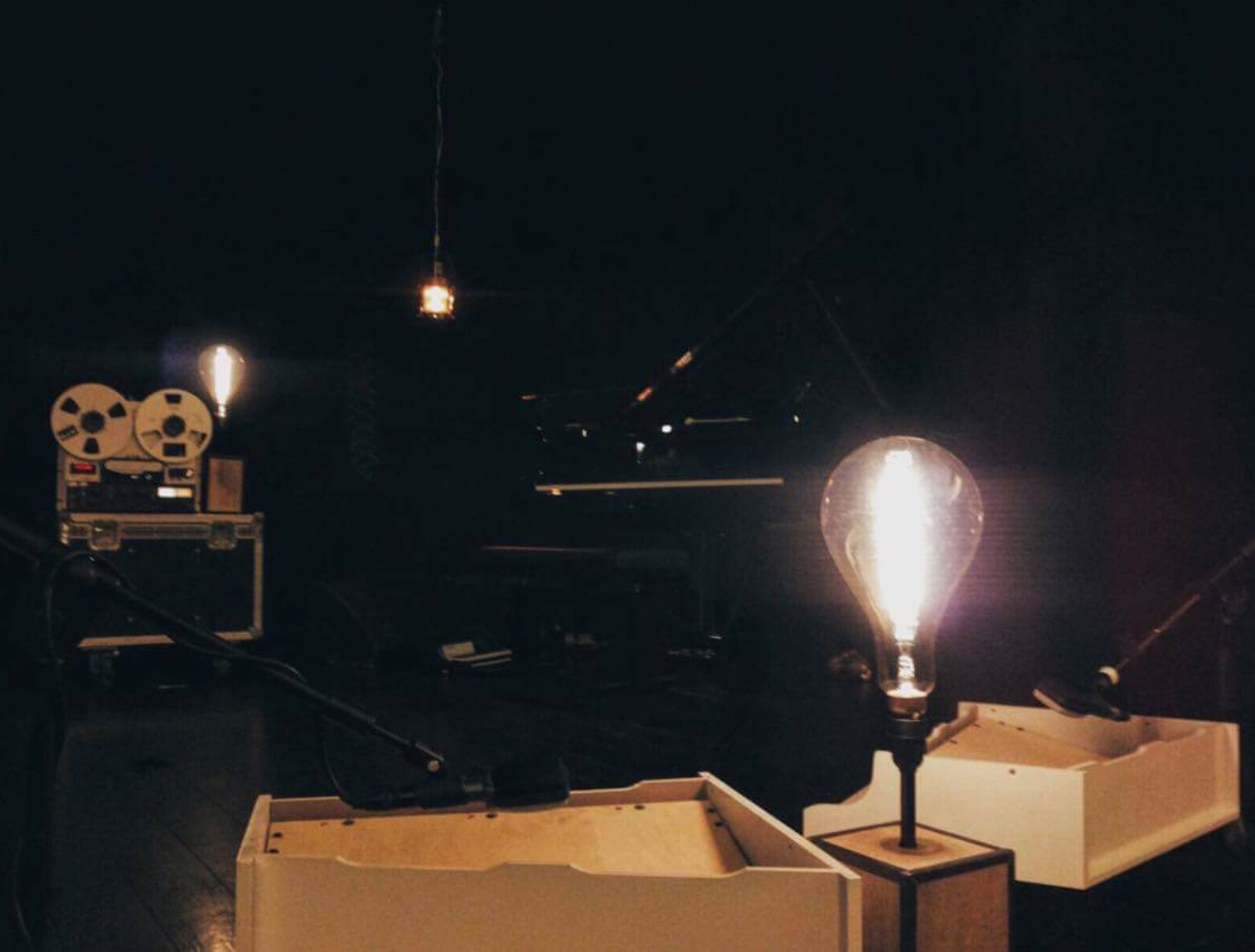
Scenografia della tournée dell'album (Roma, 17 ottobre 2016)

Eusa è il nono album discografico in studio del musicista francese Yann Tiersen, uscito nel 2016.
Tutti i brani hanno come titolo un toponimo bretone, ognuno di essi rappresentante un luogo dell'isola di Ouessant (in bretone, appunto, Eusa), da sempre fonte di ispirazione per il musicista nonché suo domicilio.

## Tracce
1. Hent I – 2:56
2. Pern – 4:27
3. Hent II – 1:15
4. Porz Goret – 4:56
5. Lok Gweltaz – 3:49
6. Hent III – 0:54
7. Penn ar Roc'h – 3:04
8. Hent IV – 3:22
9. Kereon – 2:45
10. Hent V – 1:08
11. Yuzin – 3:05
12. Roc'h ar Vugale – 6:15
13. Hent VI – 0:43
14. Penn ar Lann – 3:58
15. Hent VII – 1:44
16. Enez Nein – 5:05
17. Kadoran – 1:18
18. Hent VIII – 6:30